# 妙雲寺 (大田区)
妙雲寺（みょううんじ）は、東京都大田区池上（もと武蔵国荏原郡堤方村、東京府荏原郡池上村堤方、大森区堤方町）にある日蓮宗の寺院である。山号は玄性山という。旧本山は小湊誕生寺。

## 歴史
元和年間（1615年 – 1623年）智雄院日正（寛永14年（1637年）没、大田区中央六丁目の覺應山長勝寺も創建）により創建された。護法守護神として若宮八幡社（堤方神社）も勧請されている。のちに寺はこの神社の別当寺ともなった。

## 境内
- 本堂
- 庚申塔 - 青面金剛と見ざる聞かざる言わざるの三猿が浮彫りにされ水を掛けて足腰が丈夫になるように祈願するとよいという[2]。

## 歴代
- 智雄院日正（開山）